# Niall Mac Lochlainn
Niall Mac Lochlainn (m. 1176) fue un rey  irlandés de Cenél nEógain de los Uí Néill del norte. Pertenecía a la familia Meic Lochlainn, y era hijo de Muirchertach Mac Lochlainn, Rey de Cenél nEógain. Ruaidrí Ua Conchobair, Rey de Connacht había dividido Tír nEógain entre Niall y Áed Méith Ua Néill. La nieta de Muirchertach, Findguala, estuvo casada con Guðrøðr Óláfsson, Rey de Dublín y de las Islas, y parece haber sido hija de Niall.

## Citas
1. ↑  Lydon (2005) p. 56.
2. ↑  McGettigan (2005).
3. 1 2  Pollock (2005) pp. 14–15.
4. ↑  Martin (2008) p. 135; McDonald (2007a) p. 52; McDonald (2007b) p. 71; Pollock (2005) pp. 15, 16 n. 76; Flanagan (1989) p. 103.